# Cocoa Expos
Cocoa Expos foi um time de futebol americano, fundado em 1993. A equipe era membro daUnited Soccer Leagues Premier Development League (PDL), a quarta divisão da Pirâmide Americana de Futebol, até 2007, quando a equipe deixou a liga e a franquia foi encerrada.
A equipe jogou seus jogos em casa no Estádio Municipal de Cocoa, na cidade de Cocoa, na Flórida, a aproximadamente 72 km de Orlando . As cores da equipe eram azul e branco. 
A equipe também tinha uma equipe irmã, a Cocoa Expos Women, que jogou na USL W-League feminina, mas que também desistiu no final de 2007. 

## História da competição
Depois de ingressar na liga em 1994, o Expos se tornou uma das equipes mais bem-sucedidas e populares da USL Premier Development League . Nas três primeiras temporadas, de 1994 a 1997, o time perdeu apenas três jogos da temporada regular e jogou no jogo Conference Championship quatro vezes, em 1995, 1997, 2001 e 2004. Durante a pré-temporada de 2001, o Expos jogou a ex-franquia da Major League Soccer Tampa Bay Mutiny e perdeu apenas 1-0. No ano de 2005, o Expos se classificou para a Taça US Open de Lamar Hunt pela terceira vez. No entanto, sua última temporada em 2007 foi desastrosa, com a equipe perdendo 13 de 15 partidas e marcando apenas um gol em toda a temporada. 